# جریان صدر
جریان صدر یا جنبش صدر (به عربی: التيار الصدري) یک گروه اسلام‌گرای ملی‌گرای عراقی است که در سال ۲۰۰۳ (سقوط حکومت صدام حسین) تأسیس شد؛ و امروزه توسط مقتدی صدر اداره می‌شود. این جنبش خود را حامی تمام مردم عراق بالاخص شیعیان این کشور می‌داند. ایدئولوژی این گروه متأثر از دیدگاه‌های سید محمد صدر می‌باشد. حزب فضیلت اسلامی از زیر شاخه‌های جریان صدر می‌باشد و جیش المهدی شاخه نظامی این حزب است.
این حزب در انتخابات مجلس عراق (دسامبر ۲۰۰۵) به عنوان بخشی از ائتلاف ملی عراق حضور داشت ولی اختلافات پدید آمده بین سران جریان صدر و نوری مالکی در زمان دولت اول نوری مالکی، موجب جدا شدن جریان صدر از ائتلاف ملی عراق و حضور مستقل آنها در انتخابات شوراهای استانی عراق (۲۰۰۹)، انتخابات مجلس عراق (۲۰۱۰)، انتخابات مجلس عراق (۲۰۱۴) و انتخابات مجلس عراق (۲۰۱۸) شد که موفقیت نسبی جریان صدر را به همراه داشت.
از مهم‌ترین موارد اختلاف بین جریان صدر و نوری مالکی می‌توان به عدم آزادسازی ۲۰۰۰ معترض که از اعضای جریان صدر بودند و در زندان‌های عراق بازداشت بودند و همچنین دستور نوری مالکی به خلع سلاح جیش المهدی در مارس ۲۰۰۸ اشاره کرد، که با مخالفت شدید مقتدی صدر روبرو شد و آن‌ها اعلام کردند تنها زمانی سلاح‌های خود را تحویل می‌دهند که آخرین نظامی آمریکایی خاک عراق را ترک کند. نوری مالکی جیش المهدی را تهدیدی برای امنیت عراق توصیف کرد و درگیری‌های شهری در شهرهای بصره، حله، ناصریه، کربلا و شهرک صدر بغداد را که به کشتن صدها نفر منجر شده است را مصداقی برای آن دانست. سپس سخنگوی مقتدی صدر اعلام کرد اطمینان کافی برای واگذاری سلاح‌ها به دولت عراق وجود ندارد.